# 気取家延若
気取家 延若（きどりや えんじゃく、明治初期 - 昭和初期）は、落語家（上方噺家）。本名： 小野 勝太郎。

## 経歴
名古屋の生まれで、父は代外の柳亭左楽という噺家。
明治30年代初めから父の元で修行し小左楽を名乗った。1916年ころ、京都の五代目橘家圓太郎の門下になり橘家勝太郎と改名し色声をやっていた。
後に浪花落語反対派の世話人岡田政太郎の娘婿になる。1930年ころ同時期に同姓同名で立花家勝太郎がいて同じく色声をやっていた噺家がいたため、紛らわしいので父の前名の延若を襲名し亭号も気取家に変えた。1934年ころから病気がちで高座を退く。その後は消息不明。

## 芸風
名古屋出身だったが父も師匠の圓太郎も東京ネタをやっていたので本人も東京弁で東京のネタをやっていた。『高砂屋』『銚子のかわり目』などを得意とした。テキパキとした口調で飽きさせない芸は人気を博した。
『歌舞伎名優珍芸大会』という珍しいSPレコードを1930年ころに吹き込んでいる。このレコードは歌舞伎役者がラジオの演芸番組に出演するという設定の噺で当時としてはかなり斬新なネタを吹き込んでいる。その他にも勝太郎時代を含め延若は変わった色声のレコードを30枚近く残している。